# Dichromorpha
Dichromorpha is een geslacht van rechtvleugeligen uit de familie veldsprinkhanen (Acrididae). De wetenschappelijke naam van dit geslacht is voor het eerst geldig gepubliceerd in 1896 door Morse.

## Soorten
Het geslacht Dichromorpha omvat de volgende soorten:
- Dichromorpha australis Bruner, 1900
- Dichromorpha elegans Morse, 1896
- Dichromorpha prominula Bruner, 1904
- Dichromorpha viridis Scudder, 1862